# Pribești, Vaslui
Pribești este un sat în comuna Codăești din județul Vaslui, Moldova, România.
Pribeștii sunt menționați administrativ pentru prima oara în anul 1772, ca sat în ocolul Crasnei. În anul 1832 înglobează satul Deleni, iar un an mai târziu figurează ca sat în ocolul Prutului, iar în anul 1834, în ocolul Vasluiului și tot în acest an și din ocolul Crasnei. 
În anul 1865, o dată cu legea organizării administrative din timpul domnitorului Al. I. Cuza, satul Pribești este inclus comunei Ciortești. 
Devine resedinta de comuna în anul 1925, iar în anul 1929 intra in componenta comunei Codăești
În anul 1950 este din nou înglobat comunei Ciortești, iar în anul 1956, revine parte a comunei Codăești din care face parte și astazi.
Prima mențiune documentara a Pribestilor (Valea Pribestilor si Dumbrava lui Pribici aflate in hotarul mănăstirii Dobravat si a satelor care ascultau de mănăstire) este cuprins în hrisovul lui Ștefan cel Mare in 7 oc. 1503. Moșia Pribesti se afla în stăpânirea lui Mihai Fortuna (Furtuna) comisul în 1627 si 1640 , iar apoi în cea a ginerelui sau Nicolae Bahus , logofăt pana în 1655, când a fost cumpărata de Darie (Carabat) spătar.
In 1691 ea a fost cumparata de Iordache Ruset, Actul dat de Constantin Cantemir 18 nov 1691 " de intaritura si vesnica stapanire pe Moșia Pribestilor" mentioneaza totodata "casa gata in Pribesti si pivnita de piatra" Moșia și conacul s-au aflat în stăpânirea Ruseștilor din 1691 pana la jumătatea secolului XIX. In 1841 a fost vândută familiei Balș. Probabil la începutul secolului XX a ajuns in proprietatea lui Ștefan Gheorgiu Parpalea, ultimii proprietari fiind Marta și Pavel Michiu.
Conacul  s-a păstrat pana astăzi fiind considerat un monument reprezentativ pentru vechea arhitectura civila din Moldova.

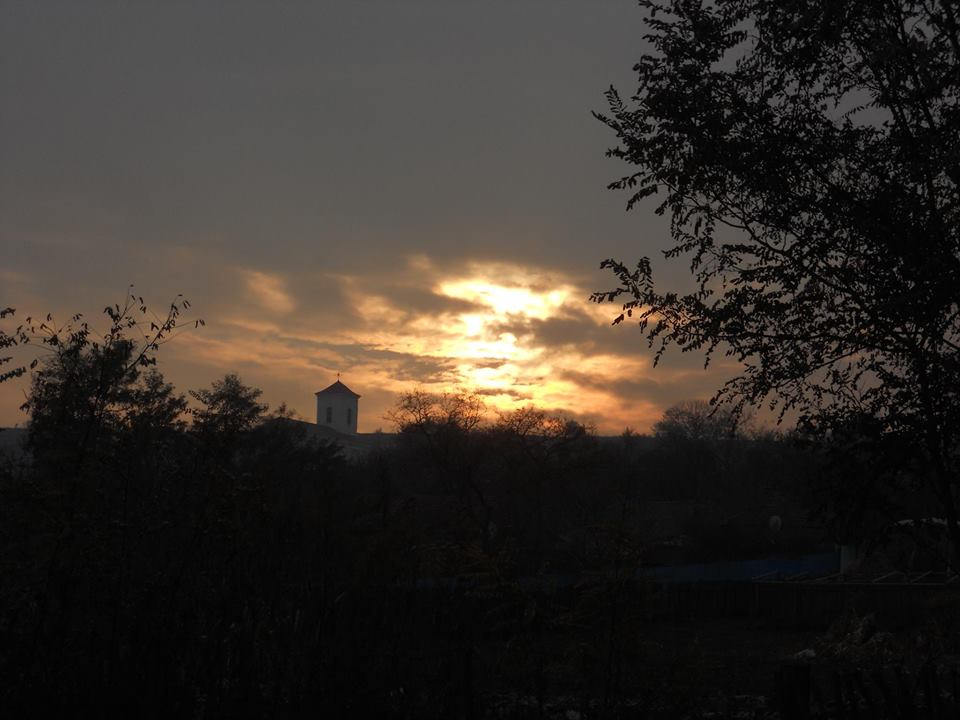
Biserica din sat "Monument istoric" in curtea caruia se afla cimitirul.